# Сабадури
Сабадури (груз. საბადური) — село в Кедском муниципалитете Грузии.

## География
Село расположено на левом берегу реки Аджарисцкали, на расстоянии в 16 километрах от посёлка городского типа Кеда, административного центра муниципалитета. Абсолютная высота — 400 метров над уровнем моря.

## Население
По данным переписи населения 2014 года, в селе проживает 57 человек.
| Год  | Население | Мужчины | Женщины |
| ---- | --------- | ------- | ------- |
| 2002 | 129       | 50      | 79      |
| 2014 | ↘57       | 30      | 27      |